# 巴特奥其尔·阿勒坦格尔勒
巴特奥其尔·阿勒坦格尔勒（1934年—）蒙古族，蒙古乌兰巴托市人，蒙古人民共和国政治人物。

## 生平
1934年，阿勒坦格尔勒生于乌兰巴托市。1952年至1958年，在苏联肉奶工艺学院学习。毕业归国后，任乌兰巴托市乳品联合工厂总工程师。 1961年加入蒙古人民革命党。并从同年举行的蒙古人民革命党第十四次代表大会起，当选为历届中央委员。1961年3月至1963年3月，任食品工业部部长。1963年起，任乌兰巴托市党委第一书记。1973年1月举行的蒙古人民革命党十六届五中全会上当选为政治局候补委员。1981年5月蒙古人民革命党十八届一中全会上当选为政治局委员。
1963年至1969年，任第六届大人民呼拉尔主席。1969年至1973年，任第七届大人民呼拉尔主席团委员。1981年6月，当选为第十届大人民呼拉尔主席。1980年前后，阿勒坦格尔勒正在担任蒙苏友协中央理事会副主席。
在1986年5月蒙古人民革命党十九届一中全会上，继续当选为政治局委员。1986年7月大人民呼拉尔十一届一次会议上，继续当选为大人民呼拉尔主席。
1987年5月，大人民呼拉尔主席团免去已退休的敦道格·策伯格米德的部长会议副主席职务，任命阿勒坦格尔勒为部长会议副主席。1987年12月11日，大人民呼拉尔十一届三次会议选举洛敦·林钦为大人民呼拉尔主席，前主席阿勒坦格尔勒已担任部长会议副主席。1989年12月10日，大人民呼拉尔主席团发布命令，任命原部长会议副主席扎斯莱为部长会议第一副主席，任命原部长、干部进修学院院长达希·宾巴苏伦为部长会议副主席，解除阿勒坦格尔勒的部长会议副主席职务。